# ロッジ・ド・モンモランシー (初代フランクフォート・ド・モンモランシー子爵)
初代フランクフォート・ド・モンモランシー子爵ロッジ・エヴァンス・ド・モンモランシー（英語: Lodge Evans de Montmorency, 1st Viscount Frankfort de Montmorency、出生名ロッジ・エヴァンス・モレス（Lodge Evans Morres）、1747年1月26日 – 1822年9月21日）は、アイルランド王国出身の政治家、貴族。アイルランド庶民院議員（在任：1768年 – 1795年、1796年 – 1800年）、キルケニー県長官（在任：1783年）、アイルランド事務次官（在任：1795年）、アイルランド下級大蔵卿（在任：1796年 – 1806年）を歴任した。フランスのモンモランシー家との関係を主張して、1815年に姓を「ド・モンモランシー」に改めたが、系譜学者からはデタラメの主張であると断じられ、モンモランシー家からも否定されている。

## 生涯
レッドモンド・モレス（Redmond Morres、フランシス・モレスの三男）とエリザベス・ロッジ（Elizabeth Lodge、フランシス・ロッジの娘）の息子として、1747年1月26日に生まれた。1761年10月17日にダブリン大学トリニティ・カレッジに入学、1769年にダブリンで法廷弁護士の免許を取得、1770年にLL.D.の学位を修得した。
1768年から1776年までイニシュティーグ選挙区の、1776年から1795年までバンドンブリッジ選挙区の代表としてアイルランド庶民院議員を務めた。1783年アイルランド総選挙ではニュータウナーズ選挙区でも当選したが、引き続きバンドンブリッジ選挙区の代表として議員を務めた。1795年にマンスター復帰不動産管理官（Escheator of Munster）に任命される形で議員を辞任したが、翌年にエニス選挙区で当選して議員に復帰、1797年にディングル選挙区でも当選し、以降1800年8月までディングル選挙区の代表として議員を務めた。
1783年にキルケニー県長官を、1784年から1789年までアイルランド郵便局の収入長官（Receiver General of the Post Office）を務めた。1795年2月から5月にかけてアイルランド事務次官を務めた後、1796年7月1日にアイルランド枢密院の枢密顧問官に任命され、同年から1806年までアイルランド下級大蔵卿（Lord of the Treasury）を務めた。
議会ではトーリー党に属し、1800年合同法の可決に貢献したため、1800年7月31日にアイルランド貴族であるキルケニー県におけるガルモイのフランクフォート男爵に叙された。
1815年6月17日に国王の勅許状を得て、第3代マウントモレス子爵フランシス・ハーヴィー・モレス、第3代準男爵サー・ウィリアム・エヴァンス・モレスなどの親族とともに姓を「ド・モンモランシー」に改めた。フランスのモンモランシー家の末裔であるとの主張に基づく改姓だったが、系譜学者ジョン・ホレス・ラウンドは1895年の論文でこの主張を全くのデタラメであると断じ、モレス家の主張を受け入れたアルスター・キング・オブ・アームズの副官（deputy）に責任があると批判した。また、フランスのモンモランシー家の末裔もモレス家の主張を却下している。いずれにしても、フランクフォート男爵は1816年1月12日にアイルランド貴族であるフランクフォート・ド・モンモランシー子爵に叙されている。
1822年9月21日にダブリン近郊のクロンタフで死去、息子ロッジ・レイモンドが爵位を継承した。

## 家族
1771年1月、メアリー・フェード（Mary Fade、1787年2月7日没、ジョセフ・フェードの娘）と結婚した。
1804年8月6日、キャサリン・ホワイト（Catherine White、1851年11月12日没、ジョージ・ホワイトの娘）と再婚、1男3女をもうけた。
- ロッジ・レイモンド（1806年11月24日 – 1889年12月25日） - 第2代フランクフォート・ド・モンモランシー子爵
- キャサリン・ペネロープ（Catharine Penelope、1858年6月24日没） - 1822年4月11日、ヘンリー・モンタギュー・ブラウン（英語版）（1799年10月3日 – 1884年11月24日、第2代キルメイン男爵ジェームズ・ブラウンの息子）と結婚、子供あり
- エミリア・イリナ（Emilia Elinor） - 1826年10月、リチャード・ワーズワーシー・クーパー（Richard Wordsworthy Cooper、1850年没、E・S・クーパーの息子）と結婚、子供あり
- メアリー・エリザベス（1838年6月10日没） - 1833年4月、ジョセフ・ラドクリフ（Joseph Radcliff、1862年10月没、ジョン・ラドクリフの息子）と結婚